# Ermita de San Pedro y San Marcos de la Barcella
La Ermita de San Pedro y San Marcos de la Barsella, también llamada Sant Pere de la Barsella; o Ermita de San Marcos, es una ermita, situada en el término municipal de Chert, en la comarca del Bajo Maestrazgo de la provincia de Castellón, que está catalogada  como Bien de relevancia local según la Disposición Adicional Quinta de la Ley 5/2007, de 9 de febrero, de la Generalitat, de modificación de la Ley 4/1998, de 11 de junio, del Patrimonio Cultural Valenciano (DOCV Núm. 5.449 / 13/02/2007), presentando como código identificador el 12.03.052-001.
Se encuentra ubicada en el llamado “Paraje de la Barsella” y está datada en el siglo XVI, aunque entre 1770-1779, sufrió una remodelación.

## Historia

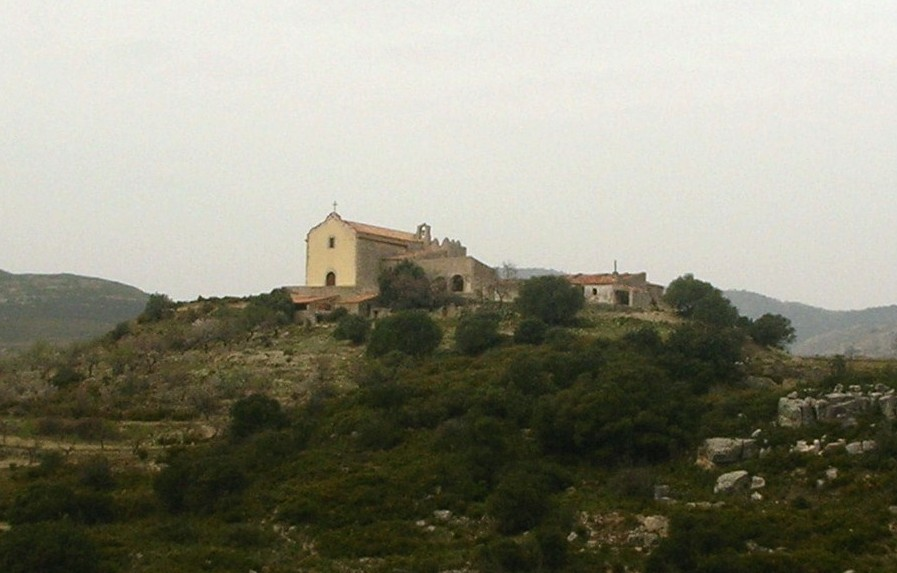

La ermita de San Pedro y San Marcos, era  la iglesia de un antiguo municipio, La Barcella, actualmente desaparecido, pese a dar nombre a una partida rural que hace referencia al lugar en donde se ubica.
Se llega a la ermita siguiendo el llamado Camino de San Marcos o del Turmell, que es una pista que arranca de las últimas casas de la población y que está dependiendo de los tramos en un estado de uso que podría clasificarse como regular.
Se sabe de su existencia desde 1192, ya que es citado el lugar en documentos de esa época en los que se hace referencia a hechos históricos como la donación por parte Alfonso II  de Aragón del enclave,  mediante carta puebla,  a unos monjes-soldados conocidos como Los Pedros, que eran miembros de la pertenecientes a la Orden Militar de San Juan de Jerusalén.
Como consecuencia de su despoblamiento en el siglo XIV, su término se anexionó al de Chert.
La primitiva  iglesia era una típica  “iglesia de conquista”, dedicada en un primer momento al apóstol San Pedro, pero este templo primigenio fue abandonándose, lo que provocó la necesidad de erigir un templo nuevo; de este modo,  tras una visita pastoral del obispo de Tortosa Luis García Mañero en 1762,  se ordenó la construcción de un nuevo templo, que fue diseñado y dirigido Joan Barceló, el maestro de Alcalá de Chivert. Esta nueva  ermita, que es el edificio que ha llegado a nuestros días,  se inició en 1770, y se consiguió acabar en 1779, se dedicó no solo a San Pedro, sino también a San Marcos, ya que éste era el patrón de Chert.

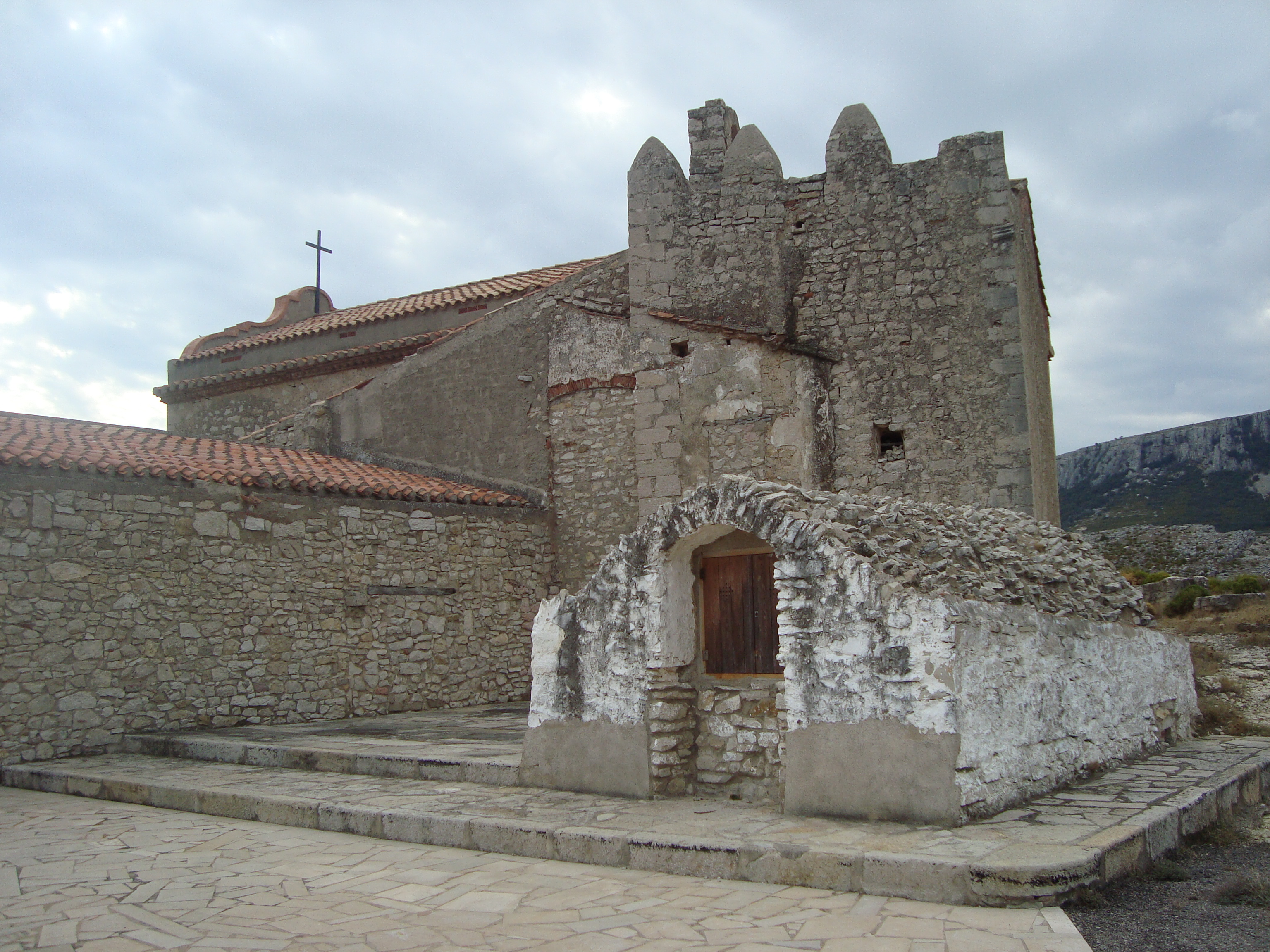
Ermita de Sant Pere i de Sant Marc de la Barcella, Xert.

Hasta la  guerra civil la ermita era considerada el  centro de reunión de los habitantes de las masías de la zona; pero durante este episodio bélico, su interior quedó totalmente destrozado. Por su parte, la hospedería anexa  se utilizó como escuela, la cual permaneció abierta hasta 1961. A partir de este momento y hasta  1995, fue el hogar de un pastor.

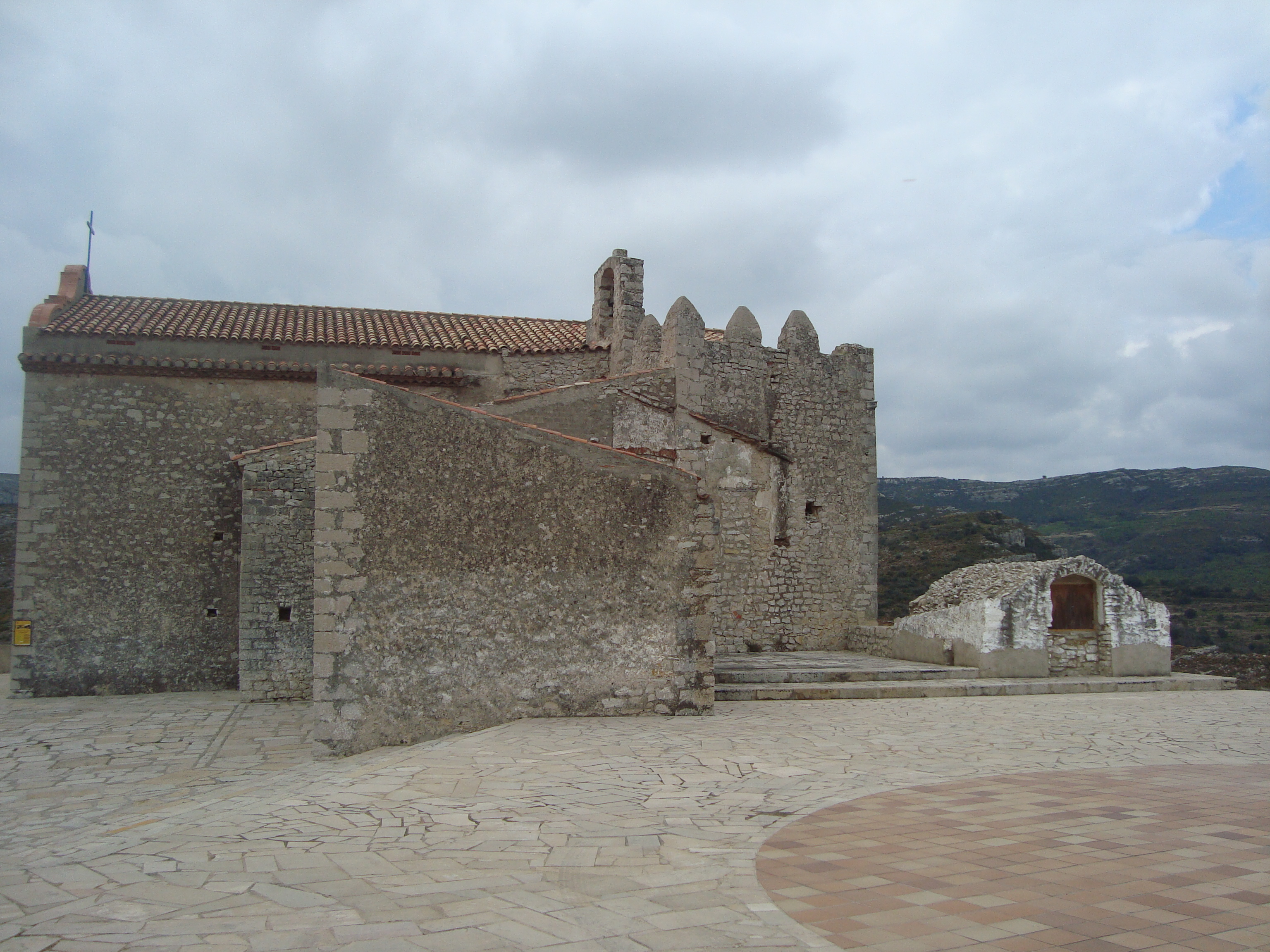
Ermita de Sant Pere i de Sant Marc de la Barcella, Xert.

Se han llevado a cabo diversas restauraciones, destacando las realizadas en la capilla, que estaba en muy mal estado, y gracias a las cuales  actualmente ha recuperado el culto.
En la actualidad, del complejo primitivo solo queda en pie la iglesia, la vivienda del ermitaño y un porche que formaba parte de la hospedería. También hay que hacer referencia a la  torre de vigilancia, conocida como Torre de San Marcos,  que también se encuentra formando parte del complejo arquitectónico. También se conserva  un aljibe, de  planta rectangular cubierto por bóveda de cañón. En la cara sudeste de la colina, aún quedan restos del cementerio.

## Descripción

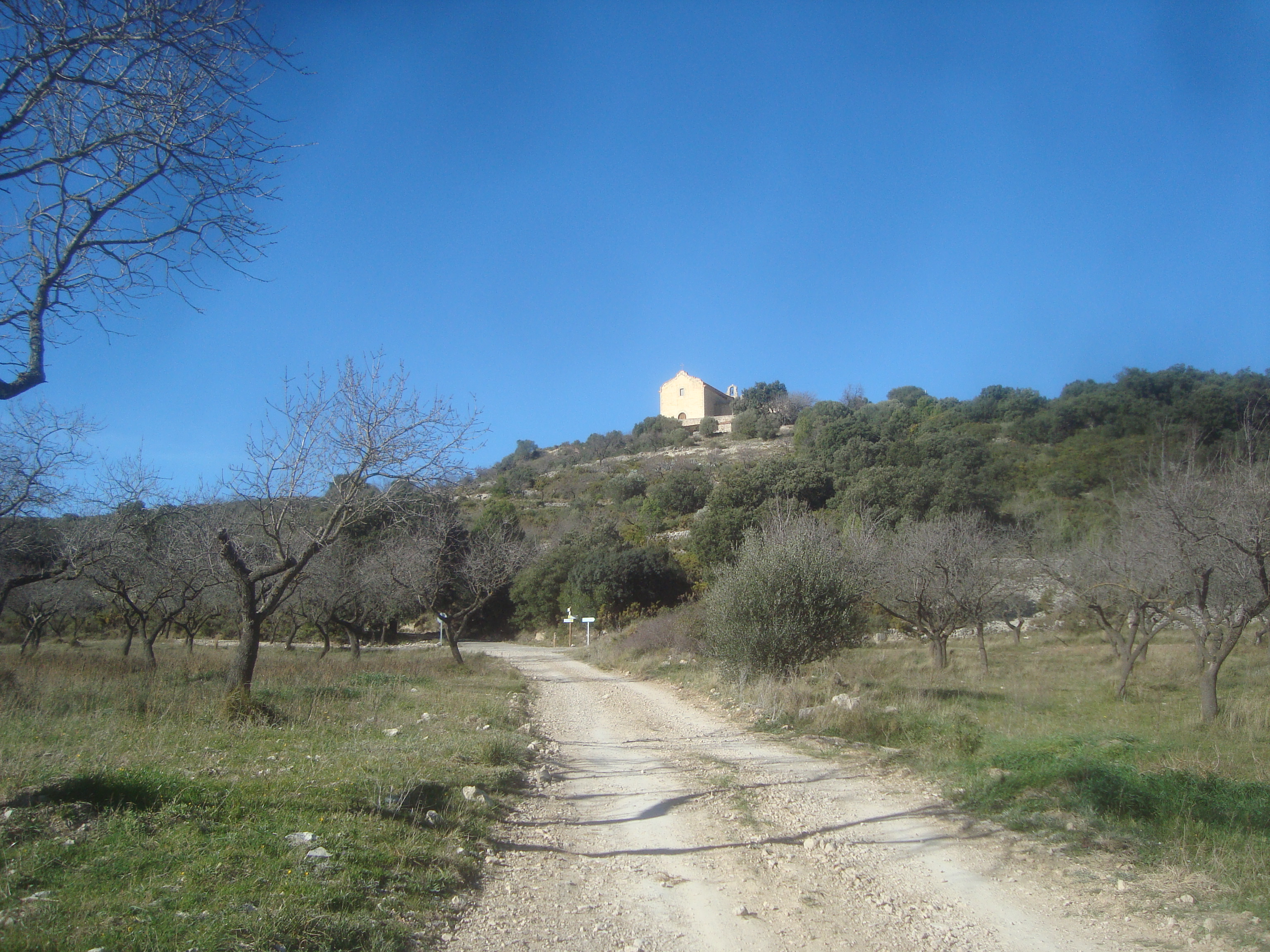
Ermita de Sant Pere i Sant Marc de la Barcella.

La ermita presenta una sola nave, de aproximadamente 20 metros de profundidad y  8 de anchura, dividida en cuatro tramos. Se observan capillas entre los contrafuertes  y cabecera poligonal con una pequeña sacristía adosada. La cubierta es de crucería en la zona del presbiterio, mientras que presenta una bóveda de cañón con lunetos en la nave, que tiene  arcos torales que descansan sobre  pilastras dóricas que parecen estar  casi exentas.
Respecto a la decoración interior, abunda en motivos de rocalla, admirándose pinturas murales de estilo rococó, que  representan figuras de santos sobre las cornisas y medallones en el presbiterio, en los que se venera a san Marcos en un retablo, el cual contiene algunos elementos del retablo existente a finales del siglo XVIII y que fue destruido en 1936.
Tradicionalmente se ha celebrado una romería (el sábado más cercano al 25 de abril) en la que entre otras costumbres típicas, destaca la de regalar una y hospitalidad a todos los asistentes. La reliquia de San Marcos, que normalmente se encuentra en la Iglesia parroquial de Chert, es transportada hasta la ermita para celebrar una misa y repartir las típicas “fogasses” bendecidas, que son una especie de cocas saladas circulares, que están  adornadas en su cara superior con incisiones hechas mientras la pasta está blanda.